# Columbium (Periode)
Dieser Artikel wurde wegen inhaltlicher Mängel auf der Qualitätssicherungsseite des Portals Geowissenschaften eingetragen. Dies geschieht, um die Qualität der Artikel im Themengebiet Geowissenschaften zu steigern. Bitte hilf mit, die Mängel zu beseitigen, oder beteilige dich an der Diskussion. (+)

Begründung: Die Darstellung ist irreführend. Es wird unterdrückt, dass es um die Vorgeschlagene Neugliederung geht.  ÅñŧóñŜûŝî (Ð) 17:59, 28. Jan. 2023 (CET)
Das Columbium ist die dritte Periode innerhalb des Äons Proterozoikum und die dritte und letzte Periode innerhalb der Ära Paläoproterozoikum. Es folgt auf die Periode des Jatuliums und wird seinerseits von der Periode des Rodiniums abgelöst. Das Columbium dauerte 280 Millionen Jahre und füllt den Zeitraum von 2060 bis 1780 Millionen Jahren BP. Es ersetzt das frühere Orosirium.

## Bezeichnung
Das Columbium, Englisch Columbian, wurde nach dem Superkontinent Columbia benannt.

## Neudefinition der Perioden des Präkambriums
Im Zuge des Abrückens von rein radiometrisch bestimmten Periodengrenzen soll jetzt gemäß Gradstein u. a. (2012) das GSSP-Prinzip so weit wie möglich auch im Präkambrium Anwendung finden. Die Perioden werden somit anhand von bedeutenden geologischen Ereignissen definiert und nicht mehr an willkürlichen, radiometrischen Altern.

### Definition des Columbiums
Für die Untergrenze des Columbiums stehen zwei GSSP-Lokalitäten zur Auswahl – die Basis der Rooiberg Group des Kapvaal-Kratons in Südafrika, mit der voluminöser Magmatismus einsetzt, oder die Basis der Kolosjoki-Formation bzw. der Kuetsjärvi-Formation im Petschenga-Grünsteingürtel des Baltischen Schilds. Für die Obergrenze (und damit den Beginn des Mesoproterozoikums) wurde bisher noch kein GSSP ins Auge gefasst. Sie zeichnet sich durch erstmalige Diversifizierung der eukaryotischen Acritarchen aus, entdeckt in der rund 1800 Millionen Jahre alten Changzhougou-Formation in der Volksrepublik China.  An ihr werden im Weltmeer (so genannter Canfield-Ozean) auch erstmals reduzierende, sulfidhaltige Sedimente gebildet, darunter riesige Sulfidlagerstätten.

## Bedeutung

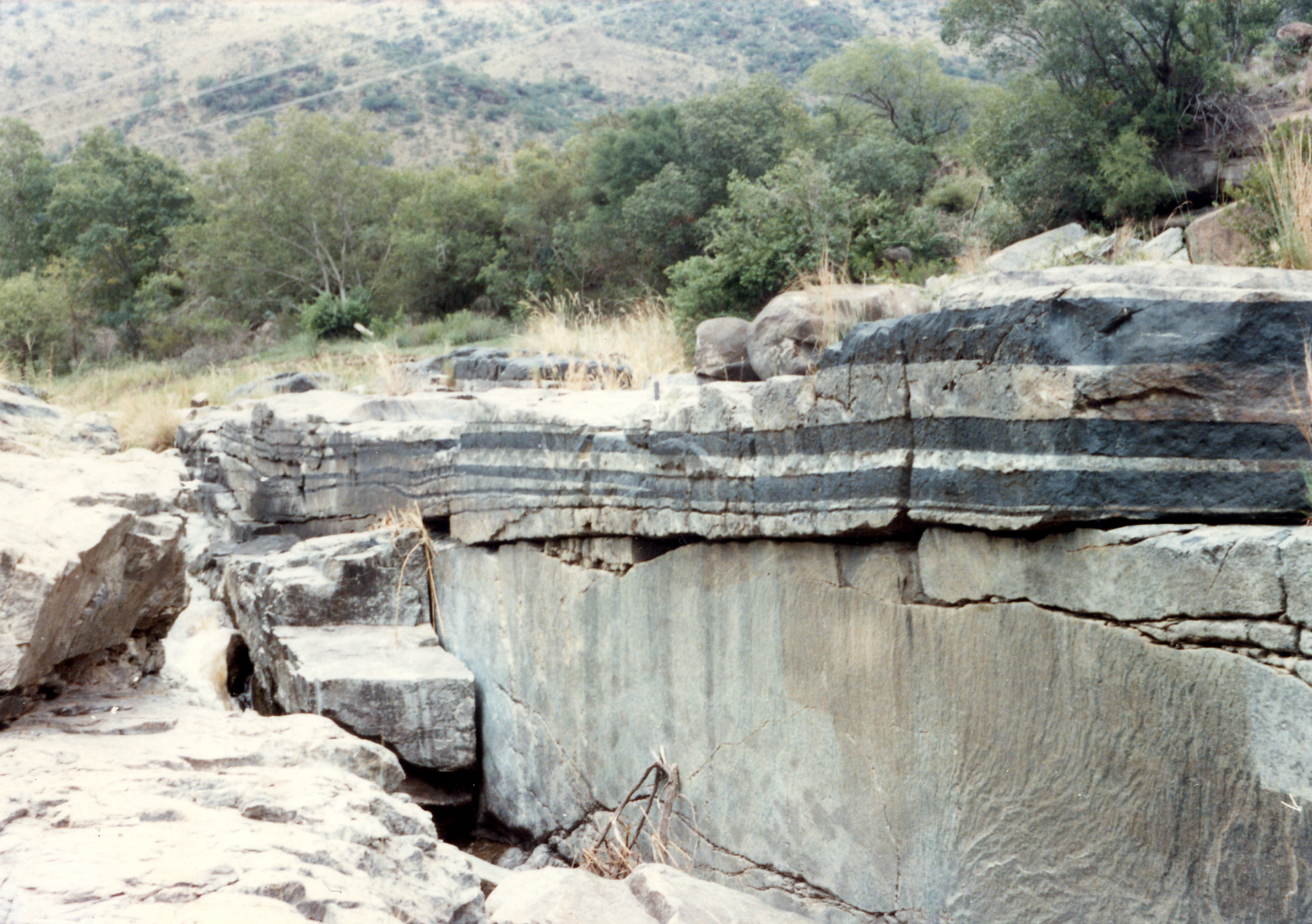
Chromitit-Aufschluss im Bushveld-Komplex

In der Erdgeschichte dürfte das Columbium nach dem Spätarchaischen Superereignis die bedeutendste Gebirgsbildungsperiode darstellen, die letztlich zwischen 1880 und 1840 Millionen Jahren BP zur Entstehung des Superkontinents Columbia (bzw. Nuna) führte. Das enorme Krustenwachstum, von Condie (2002) als 1.9-Ga superplume event bezeichnet, begann um 2060 Millionen Jahren BP mit der weltgrößten Lagenintrusion, der mafisch-ultramfischen Rustenburg Layered Suite in Südafrika. Mit ihr waren Vulkanite und Granitoide der Rooiberg Group assoziiert, die Basis und Dachbereich der magmatischen Provinz des intrusiven Bushvelds bildet. Generell wurden während des Superevents (Ausnahme: Ungava-Orogens mit mehrheitlich ozeanischer Kruste) überwiegend (mehr als 90 %) kontinentale Inselbögen akkretiert.
Die Ursachen für die gestiegene magmatische und tektonische Aktivität werden entweder in einem Aufsteigen der Mantelobergrenze (engl. mantle superswell) oder in einer kompletten Umwälzung des Erdmantels (engl. mantle overturn) vermutet. Für das bei 1900 Millionen Jahre BP gelegene Maximum des Krustenwachstums nimmt Condie (1998) eine so genannte Mantellawine (engl. mantle avalanche) als auslösenden Mechanismus an, welche ihrerseits mehrere Manteldiapire aufsteigen ließ.
Eine Folgeerscheinung der erhöhten Vulkantätigkeit war der Anstieg der Kohlendioxidkonzentration in der Atmosphäre  und dadurch die Wiederkehr reduzierender Ozeane mit Bändererzen (BIF). Im Columbium erschienen außerdem erneut die zwischenzeitlich verschwundenen Komatiite. Bemerkenswert ist das Auftreten der ersten echten Ophiolithe, die den Beginn der Plattentektonik dokumentieren.

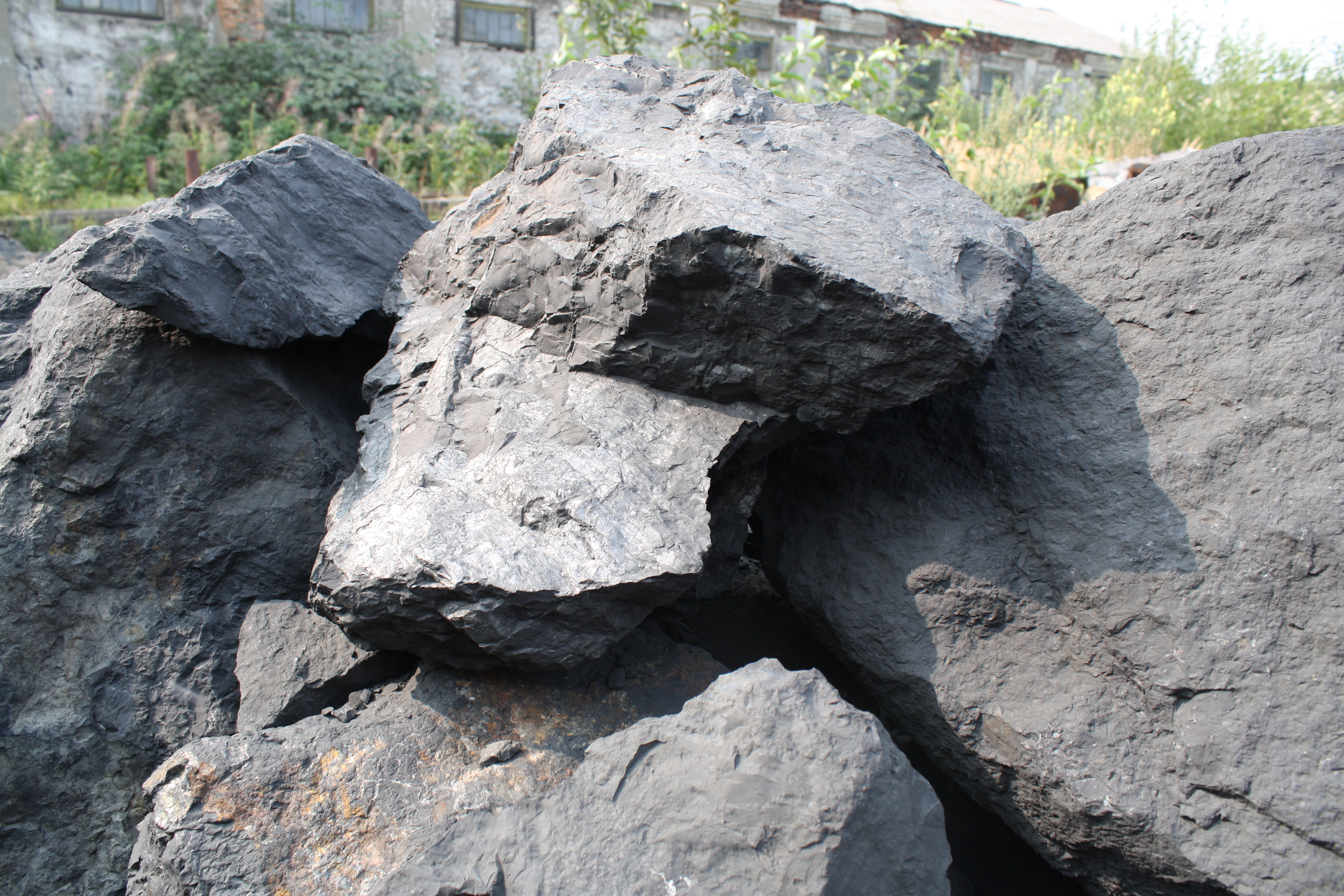
Shungit aus Karelien

Die Lomagundi-Jatuli-Isotopenexkursion und die damit assoziierten Rotsedimente (engl. redbeds) waren mit Beginn des Columbiums zu Ende gegangen. Die δ13C-Werte reduzierten sich wieder auf ihr Normalniveau, erklärbar durch das so genannte Shunga-Ereignis (engl. shunga event) – der erstmals ab 2010 Millionen Jahren BP erfolgenden Ablagerung von Shungiten. Shungite sind feinkörnige Sedimente (Algenkohle), die sehr reich an organischem Kohlenstoff sind. Ihre Sedimentation drückte das δ13C-Verhältnis herab. Aus den Shungiten bildeten sich die weltweit ersten Erdöllagerstätten im Südosten des Baltischen Schilds mit natürlich austretendem Erdöl. Ein Großteil der Lagerstätten wurde aber zwischen 1920 und 1790 Millionen Jahren BP durch die Svekofennische Gebirgsbildung zerstört.
Eine Folge der weiter ansteigenden Sauerstoffkonzentrationen war die Mobilisierung von aus kratonischen Gesteinen stammenden Uran. In oxidierten Wassermassen konnte sich das herausgelöste Uran entlang von Chemoklinen anreichern. Gelegentlich wurden nach Wiederausfällung derart hohe Konzentrationen im Sediment erzielt, dass die Kernspaltungs-Kettenreaktion einsetzte und ein natürlicher Kernreaktor im Wirtsgestein in Gang kam. Beispiele hierfür sind Oklo und Bangombé im Franceville-Becken Gabuns, die auf rund 2000 Millionen Jahre BP datiert werden.
Mit dem Uran in Verbindung stehende Manganlagerstätten entstanden ebenfalls durch oxidative Lösung und Wiederausfällen in geschichteten Wasserkörpern.

### Bändererze
Wie bereits angesprochen wurden im Zeitraum 2000 bis 1750 Millionen Jahre BP erneut mächtige Bändererzformationen sedimentiert. Im Gegensatz zu ihren schön gebänderten, archaischen Vorgängern handelt es sich bei den Formationen des Columbiums um granulare Eisenformationen, die sich vorwiegend aus Peloiden und Ooiden zusammensetzen. Sie besitzen eine dünne, unregelmäßige Schichtung, sind oft schräg geschichtet und enthalten stellenweise Stromatolithen – Anzeichen für Flachwassersedimentation. Eine Untersuchung der Eisenisotope in den Stromatholithenpartien legt die Mitwirkung eisenoxidierender Mikroorganismen bei der Sedimentbildung nahe. In Vortiefen ist die Sedimentfällung sehr wahrscheinlich durch vulkanischen Eintrag erleichtert worden.
Die ältesten Eisenablagerungen sind 2020 Millionen Jahre alt und kommen vom Wyoming-Kraton. Die jüngsten Formationen sind jünger als 1800 Millionen Jahre BP und wurden in zwei Becken Westaustraliens sedimentiert. Ihr recht junges Alter widerspricht der Theorie, wonach der um 1850 Millionen Jahre BP erfolgte Asteroidenimpakt von Sudbury das globale Ende der Eisensedimentation durch vollkommene Ozeanumwälzung herbeigeführt haben soll.

### Ozeanographie
Für das Paläoproterozoikum wird allgemein ein stratifiziertes Ozeanmodell angenommen, das in den Tiefen eine reduzierende, sehr viel gelöstes Eisen enthaltende Schicht aufweist und darüber eine oxidierende Deckschicht.  Das Modell stützt sich auf Phosphorite sowie auf Uran- und Mangansedimente, die sowohl reduzierende Wassermassen als auch oxidierende Schichten zum Lösungstransport und Ausfällen benötigen. Die im Verlauf des Columbiums vorherrschenden Eisenformationen entstanden aber vorwiegend im Flachwasserbereich. Daraus lässt sich schlussfolgern, dass die oxidierende Deckschicht relativ dünn und/oder dass die Kontinentalschelfe im Vergleich zum Archaikum wesentlich breiter waren. Durch die Eisenfällung wurde möglicherweise die organische Primärproduktion eingeschränkt, da Phosphor gleichzeitig aus dem Meerwasser an Eisenoxide adsorbiert wurde.

## Meteoritenkrater

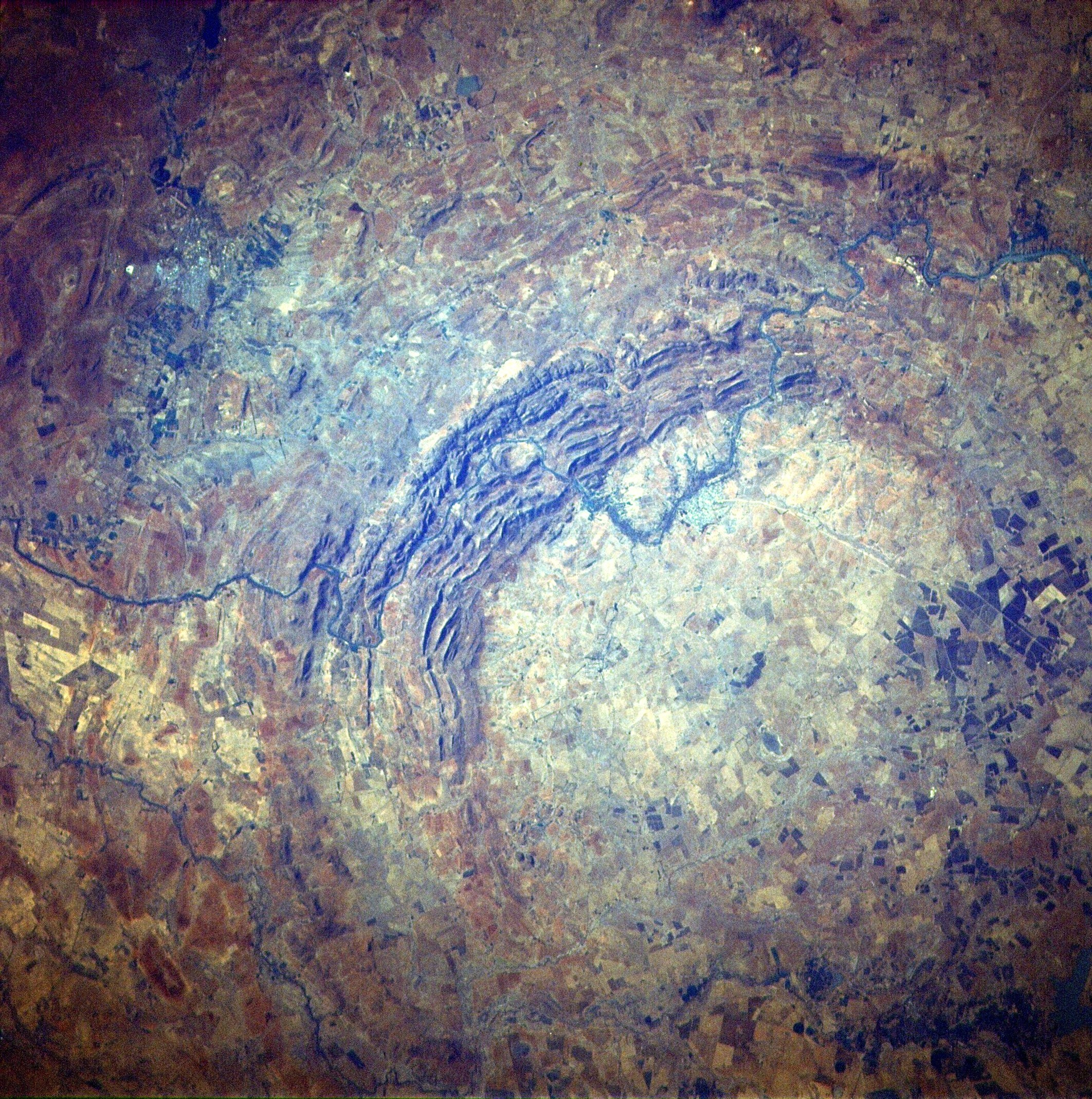
Aus dem Orbit des Space Shuttle sichtbare Reste des Vredefort-Kraters

Im Columbium kommt es zur Bildung des Vredefort-Kraters in Südafrika (vor ca. 2023 ± 4 Millionen Jahren BP) sowie des Sudbury-Beckens (vor ca. 1849 Millionen Jahren BP), verursacht durch Asteroideneinschlag.

## Stratigraphie

### Bedeutende Sedimentbecken und geologische Formationen
- Ashburton-Becken  in Westaustralien – 2209 bis 1800 Millionen Jahre BP
  - Duck-Creek-Formation – um 1800 Millionen Jahre BP
  - Ashburton-Formation – um 1800 Millionen Jahre BP
- Yerrida-Becken in Westaustralien – 2200 bis 1900 Millionen Jahre BP
- Earaheedy-Becken in Westaustralien – 1840/1830 bis 1800/1780 Millionen Jahre BP
  - Earaheedy Group
- Aravalli Supergroup in Indien – um 2150 bis 1700 Millionen Jahre BP
- Transvaal-Becken in Südafrika – 2670 bis 1900 Millionen Jahre BP
  - Transvaal Supergroup
    - Rooiberg Group – 2061 bis 2052 Millionen Jahre BP
      - Schrikkloof-Formation
      - Kwaggasnek-Formation
      - Damwal-Formation
      - Dullstrom-Formation
- Animikie Group in den Vereinigten Staaten und in Kanada – 2125 bis 1780 Millionen Jahre BP
- Marquette Range Supergroup im Norden Wisconsins und Michigans – 2207 bis 1818 Millionen Jahre BP[16]
- Kaniapiskau Supergroup des Labrador Trough in Labrador  und in Québec – 2200 bis 1880 Millionen Jahr BP
- Karelian Supergroup des Baltischen Schilds – 2500 bis 1800 Millionen Jahre BP

### Lagerstätten
Platinmetalle:
- Bushveld-Komplex (Rustenburg Layered Suite) mit 90 % der Weltvorräte und 80 % der Jahresproduktion

Kupfer:
- Udokan in Sibirien
- Bushveld-Komplex

Chrom, Titan und Vanadium:
- Bushveld-Komplex

Eisen:
- In Minnesota werden die Bändererze (BIF) der Gunflint Iron Formation (1878 ± 2 Millionen Jahre BP), der Soudan Iron Formation und der Biwabik Iron Formation (zirka 1900 bis 1850 Millionen Jahre BP) abgelagert.

## Magmatismus

### Lagenintrusion
- Rustenberg Layered Suite (RLS) in Südafrika – 2061 bis 2052 Millionen Jahre BP

### Komatiite
- Baltischer Schild – 2056 ± 25 Millionen Jahre BP[17]
- Ottawa Islands im Trans-Hudson-Orogen in Kanada – um 1900 Millionen Jahre BP[18]

### Ophiolithe
- Portuniq-Ophiolith des Cape-Smith-Gürtels im Trans-Hudson-Orogen – um 2000 Millionen Jahre BP[19]
- Jormua-Ophiolith des Baltischen Schilds (Finnland) – um 2000 Millionen Jahre BP[20]

## Geodynamik

### Orogenesen
Kontinentalkollisionen:
- Maroni-Itacaiunas-Gürtel des Amazonas-Kratons in Südamerika – 2200 bis 1950 Millionen Jahre BP
- Transamazonas-Orogenese in Südamerika – 2100 bis 2000 Millionen Jahre BP
- Ventuari-Tapajos-Gürtel des Amazonas-Kratons in Brasilien – 1950 bis 1800 Millionen Jahre BP
- Eburnische Orogenese in Westafrika – 2100 bis 2000 Millionen Jahre BP
- Ubendische Orogenese/Usagara-Orogen in Ostafrika – Kollision 2100 bis 2030 Millionen Jahre BP[21]
- Limpopo-Gürtel in Südafrika – 2000 bis 1900 Millionen Jahre BP
- Capricorn-Orogenese in Westaustralien – 2000 bis 1900 Millionen Jahre BP, Kollision 1800 Millionen Jahre BP[22]
- Barramundi-Orogen am  Mount Isa in Queensland – 2000 bis 1840 Millionen Jahre BP, Kollision 1850 Millionen Jahre BP[23]
- Khondalit-Gürtel  (oder Central Indian Tectonic Zone, abgekürzt CITZ) im Süden Indiens – um 1950 bis 1800 Millionen Jahre BP[24]
- Taltson-Thelon-Orogenese in Nordamerika – 1950 bis 1830 Millionen Jahre BP
- Trans-Hudson-Orogenese in Nordamerika – 1900 bis 1840 Millionen Jahre BP, Kollision 1840 bis 1800 Millionen Jahre BP[25]
- Wopmay-Orogenese in Nordamerika – 1970 bis 1880 Millionen Jahre BP, Kollision 1880 Millionen Jahre BP
- Penokean-Orogenese in Nordamerika – 1890 bis 1800 Millionen Jahre BP, Kollision 1870 bis 1820 Millionen Jahre BP
- Ungava-Orogen in Québec – 2000 bis 1830 Millionen Jahre BP, Kollision 1800 Millionen Jahre BP
- Makkovikkian Orogen in Labrador und Québec – 1880 bis 1650 Millionen Jahre BP, Kollision 1850 bis 1650 Millionen Jahre BP
- Nagssugtoqidian-Orogen in Grönland -1920 bis 1870 Millionen Jahre BP, Kollision 1870 bis 1830 Millionen Kahre BP
- Svekofennische Orogenese in Skandinavien – 1960 bis 1850 Millionen Jahre BP, Kollision 1910 bis 1860 Millionen Jahre BP
- Patschelma-Orogenese (Aulakogen) in Osteuropa – 1900 bis 1800 Millionen Jahre BP
- Wolhynien-Zentralrussland-Orogenese (Aulakogen) in Osteuropa – 1900 bis 1800 Millionen Jahre BP
- Akitkan-Orogenese in Sibirien -1900 bis 1800 Millionen Jahre BP
- Zentral-Aldan-Orogenese in Sibirien – 1900 bis 1800 Millionen jahre BP

Terranakkretionen im Zeitraum 1950/1900 bis 1830 Millionen Jahre BP:
- Torngat-Orogen in Labrador und Québec
- New-Quebec-Orogen in Québec
- Lappland-Kola-Orogen (auch Lappland-Karelien-Orogen) im Norden Skandinaviens
- Um 1870 Millionen Jahren BP erfolgt im Hebriden-Terran Nordwestschottlands die Andockung des Rona-Terrans an das Gairloch-Terran/Gruinard-Terran. Die ab 2000 Millionen Jahren BP gebildete, suprakrustale Loch Maree Group wird dabei amphibolitfaziell metamorphosiert und stark verformt.
- Trans-Nordchina-Orogenese im Norden Chinas – um 1850 Millionen Jahre BP[26]

Aufgrund all dieser zahlreichen Kontinentkollisionen und Terranandockungen bildet sich gegen Ende des Columbiums der Superkontinent Columbia.